# 이몽학의 난
이몽학의 난(李夢鶴ㅡ亂)은 1596년 임진왜란 뒤 정유재란 전 이몽학이 불만에 찬 농민들을 선동하여 충청도 일대에서 일으킨 반란이다.

## 배경
정유재란(1597) 이전까지 조선과 일본은 휴전상태였으나 백성들의 삶은 궁핍하였고 불만이 고조되어 있었다. 관아의 징세와 징발, 명나라 군대와 일본군의 횡포가 있었기 때문이다.
민심이 흉흉했던 이시기에 왕족의 서얼 출신인 이몽학은 아버지에게 쫓겨나 충청도·전라도를 떠돌아다니다가 모속관(募粟官) 한현(韓絢)의 선봉장 역할을 하고 있었다. 한현은 관원으로 충남전역을 다니며 지역 사정을 잘 알고 있었으며, 그 전에 일어난 송유진의 난(1594)에 연루되었다는 의심을 받고 감시대상이 되어 있었다.
이몽학 뿐만 아니라 한현, 권인룡, 김시약 등도 서얼 출신으로 계급적 한계로 인하여 불만을 품고 있었다. 1596년(선조 29) 한현은 충청도 홍산현(鴻山縣 : 부여) 무량사에서 이몽학과 만나 역모를 모의하고  도천사(道泉寺)의 승려들과 인근 가난한 농민 6~7백 명을 규합했다. 그들에게 군사 훈련을 시키고 김경창, 임억명, 이구, 장준재, 사노, 김팽종, 승려 능운을 거느리고 자신이 선봉장이 되었다.

## 과정

### 반란 초기
수년을 끈 왜란으로 나라가 황폐해진 데다 흉년까지 겹쳐 민심이 극도로 흉악해진 때이므로 “왜적의 침입을 바로 잡겠다”는 반도들의 선동이 크게 호응을 얻었다.
1596년 7월 30일(음력 7월 6일) 이몽학군은 홍산현에 쳐들어가 현감 윤영현을 홍산현 동헌에서 생포하였다. 임천군으로 쳐들어가서는 군수 박진국을 포박했다. 이어 7월 31일(음력 7월 7일)에 정산현을 함락시켰다. 정산현감 정천경은 도주했다. 8월 1일(음력 7월 8일)에 청양을, 8월 2일(음력 7월 9일)에 대흥을 차례로 함락시켰다. 이 과정에서 가난한 농민들까지 합세해 반란군은 수천 명으로 불어났다.
수천 명으로 늘어난 이몽학군은 8월 3일(음력 7월 10일)에 홍주성으로 진격하였다. 이에 홍주목사 홍가신(洪可臣)은 관속 이희수를 시켜 거짓 항복을 함으로써 이몽학을 속이고 시간을 지체하였다. 이 틈을 이용해 홍가신은 인근 수령들에게 구원을 요청했으며,마침 고을에 체재중인 무장 임득의(林得義)는 가솔과 의병 800명을 이끌고 포위된 성안으로 들어와 고을에 사는 무장 박명현을 불러 들이도록하여 함께 수성 계책을 세우고, 인근의 순찰사 신경행,수사 최호, 박동선, 황응선 등이 와서 홍주성에서 이몽학군과 전투를 벌여 반란군을 퇴치하고 위기에처한 홍주성을 구한다. 이때 조정에서는 충청병사 이시언이 이끄는 토벌군이 여러번 패퇴하자 권율장군을 진압군 대장으로 임명하여 호남의 군사를 이끌고 여산을 거쳐 이산까지 진군하였으나 반란군의 형세가 워낙 흉흉하여 충용장군 김덕령에게 급히 지원군을 이끌고 진압군에 합류토록 연락하고 심지어 영남에 연락하여 포로로 잡은 왜군까지 원군으로 보내도록 연락하고 더 이상 진격을 하지못한다.

### 반란 진압
그 사이 도원수 권율, 충청병사 이시언, 장군 이간 등이 홍주 주위로 향했다. 이때 홍가신은 민병을 동원하여 반격하였고, 판관아병 윤계가 총포를 쏘면 이몽학군 모두 살아남지 못하고 이몽학의 머리를 베어오면 큰 상을 주겠다고 하였다. 또한 홍주에 살던 무장 임득의, 박명현, 전 병사 신경행 등은 홍주성에 들어가 홍가신을 도왔다. 남포현감 박동선도 충청수사 최호와 상의한 후 군사를 이끌고 합세하였다.
홍주성 공격에 실패한 반란군은 밤에 청양까지 도망하였고, 이몽학의 부하 김경창(金慶昌), 임억명(林億明), 태척 등이 이몽학을 살해하고 머리를 베었고, 이몽학이 죽자 이몽학군은 뿔뿔이 흩어졌다. 면천(沔川)에서 형세를 살피고 움직이지 않던 모속관 한현은 홍주에서 수천 명을 모병하여 이몽학군과 합세하려 했으나 관군의 공격으로 패주하다 잡혔다. 한현을 비롯한 이 난에 가담한 자들 중 죄가 무거운 자 100여 명은 한양으로 압송되어 경중에 따라 처벌되니 이로써 이몽학의 난은 평정되었다.
1604년(선조 37) 논공을 할 때 이몽학을 죽인 김경창·임억명은 가선(嘉善)에 오르고, 홍가신은 청난 1등공신(淸難一等功臣), 박명현과 최호는 2등공신, 신경행과 임득의는 3등공신에 책록되었다.

## 의병장들의 누명
한현의 친국 과정에서 의병장 김덕령과 홍계남, 곽재우, 최담령, 고언백이 반란에 가담했다는 소문이 퍼지고 김덕령, 홍계남, 곽재우, 최담령이 잡혀갔다. 이몽학이 처음에 군사를 일으킬 때 “김덕령은 나와 약속하였고 도원수와 병사ㆍ수사도 모두 함께 계획하였으므로 반드시 우리에게 호응할 것이다.”라고 거짓으로 선전했고 사람들이 모두 그 말을 믿었으므로 난이 평정되어 선조가 친국을 할 때에 이들의 죄를 물었다.
그 뒤 홍계남과 곽재우는 풀려났으나 김덕령은 선조의 친국 과정에서 국문을 이기지 못하고 장독으로 사망하였고 최담령은 결국 처형되었다.
사실 김덕령을 죽여야 한다고 건의했던 건 류성룡과 대신들이다. 드라마 징비록에서 류성룡이 김덕령의 죽음을 안타까워한 장면은 사실과는 다르다.

## 선조의 정권에 끼친 영향
이몽학의 난으로 인하여 선조는 정신적으로 큰 충격을 받았으며 정치에 대한 자신감을 잃었다. 이 때문에 의병장들을 의심하기 시작하였고 이순신 등 공훈이 많은 관군 장수들 역시 의심하며 경계하였다. 이 덕에 본의 아니게 원균이 선조로부터 좋은 평가를 받기도 하였는데 선조가 이순신을 견제하기 위해 원균을 우대한 것이다.

## 픽션
- 1995년 만화 《구르믈 버서난 달처럼》
- 2010년 영화 《구르믈 버서난 달처럼》 - 1995년 만화를 원작으로 한 영화.

## 같이 보기
- 이몽학